# 해적 폭시
해적 폭시는 프레디의 피자가게 시리즈에 나오는 애니매트로닉스이다.

## 개요
프레디의 피자가게 시리즈에서 여우 해적 역할을 맡고 있는 애니매트로닉스이다. 해적 같은 컨셉인 만큼 오른쪽 손에는 훅이 있다. 또한 한쪽 눈에는 안대가 있어 한쪽 눈이 없는것으로 착각 할 수 있지만, 여러 플레이 사진에 안대를 올려도 눈이 있는 것으로 보아 이건 단순히 장식일뿐 특별한 이유는 없다.

## FNAF 1
http://vignette2.wikia.nocookie.net/freddy-fazbears-pizza/images/b/bf/536.png 프레디의 피자가게 1에서의 모습
프레디의 피자가게 1에서 폭시는 가게 내 주요 무대에서는 안 보인다. 하지만 파이럿 코브(Pirate Cove)에서 단독 공연을 하는 캐릭터이며 게임 내에서는 주로 천막 안에 들어가 있다. 또 표지를 보면 Sorry! Out of Order.(미안! 고장났어.)라는 팻말이 있는 걸로 미루어보아 어떠한 고장을 일으킨 것으로 추정된다. 하지만 인 게임 내에서 주인공을 죽이기 위해 잘 달려오는 것으로 보아 턱에 문제가 있거나 87년 입질 사건(Bite of '87)의 범인이라는 이유로 버려진 것이라는 의견도 있다.
다른 애니매트로닉스와 다르게 한번 나오기 시작하면 달려오기 전까지는 절대 다시 물러서지 않는다. 다른 애니매트로닉스와는 다르게 캠 2A에서 달려오고 빠른 시간내에 왼쪽 문을 닫지 않으면 갑툭튀를 시전한다. 만약 문을 닫으면 왼쪽 문에서 두드리는 소리가 끝나며 두드리는 소리가 끝나면 곧 바로 제자리로 돌아간다. 이렇게 봤을 때 다른 애니매트로닉스보다 대처법이 쉬운 것 같지만, 순발력과 갑자기 나오는 등 독특함으로 인해서 Five night at Freddy's wiki의 가장 무서운 캐릭터 투표에서는 폭시가 1위를 차지하였다. 그리고 폭시는 꼼수방지용 캐릭터인지라 커스텀 나이트에서 0레벨로 맞춰도 온다고 한다.

## FNAF 2
프레디의 피자가게 2에서는 구형으로 나오는데, 폭시가 움직이지 않는 이상 카메라와 복도에선 보이지 않는다. 프레디의 피자가게 2에서의 폭시는 퍼펫 제외한 다른 애니매트로닉스와 차별점이 있는데, 바로 가면을 써도 플레이어를 죽인다는 것이다. 그렇기 때문에 폭시가 복도에 나타났을 때 불빛을 몇번 비춰주면 물러간다.
마찬가지로 꼼수 방지용 캐릭터여서 커스텀 나이트에서 0레벨로 맞춰놔도 플레이어가 꼼수를 쓰면 죽이러 온다.

## FNAF 3
팬텀으로 등장한다 팬텀폭시는 경비실 문쪽을 보면 나타나고 보자마자 갑툭티를 한다 그리고 팬텀폭시에는 갈고리가 없는대 그건 경비실에 토이박스에 갈고리가 있다

## FNAF 4
방에서 오른쪽 문으로 몰레 들어가서 옷장에 숨는다 옷장문을 열면 가짜 갑툭티를 보여주고 옷장문을 열었다 닫았다를 반복 하면 인형으로 된다

## FNAF Sister Location
펀타임폭시로 등장하며 펀타임갤러리에서 배이비가 있는곳 으로 갈때 조명탄으로 확인하면서 가야된다 그렇지않을시 사망

## FNAF Pizzeria Simulator
락스타 폭시로 등장 락스타 구성원중 하나이다

## FNAF Help Wanted
일반 폭시로 등장한다

## 등장 작품

### 프레디의 피자가게
- 해적 폭시 (Foxy the Pirate]

### 프레디의 피자가게 2
- 구형 폭시 (Withered Foxy)

### 프레디의 피자가게 3
- 팬텀 폭시 (Phantom Foxy)

### 프레디의 피자가게 4
- 나이트메어 폭시 (Nightmare Foxy)

### 프레디의 피자가게: 시스터 로케이션
- 펀타임 폭시 (Funtime Foxy)

### 프레디의 피자가게: 피자가게 시뮬레이터
- 락스타 폭시 (Rockstar Foxy)

### 프레디의 피자가게: 헬프 원티드
- 폭시 (Foxy)
- 불탄 폭시 (Burnt Foxy)
- 다크 폭시 (Dark Foxy)
- 캡틴 폭시 (Capatin Foxy)
- 구형 폭시 (Withered Foxy)
- 팬텀 폭시 (Phantom Foxy)
- 나이트메어 폭시 (Nightmare Foxy)
- 펀타임 폭시 (Funtime Foxy)
- 사신 폭시 (Grimm Foxy)

## 같이 보기
- 프레디의 피자가게